# 812 Adele
812 Adele
812 Adele là một tiểu hành tinh ở vành đai chính, thuộc nhóm tiểu hành tinh Eunomia. Nó được xếp loại tiểu hành tinh kiểu S, có bề mặt sáng. Thời gian quay vòng của nó là 5.859 giờ.
Tiểu hành tinh này do S. Beljavskij phát hiện ngày 8.9.1915 ở Simeiz (Krym, Ukraina), và được đặt theo tên Adele, em gái của triết gia Arthur Schopenhauer.